# Skuleberget
Skuleberget är ett berg nära E4 i Docksta i Kramfors kommun i Ångermanland, Västernorrlands län. Det är ett aktivt turistmål både sommar- och vintersäsong. För berget har ett naturreservat inrättats.
Skuleberget sträcker sig 295 meter över det närliggande havet. Berget stupar nästan lodrätt på den sida som vetter mot europavägen och skapar därför en dramatisk effekt för förbipasserande trafik. Upp på berget finns sommartid ett antal stigar, och dessutom klätterleder av typen Via Ferrata som börjar intill informationscentret Naturum vid gamla Riksväg 13 ("Rikstretton"). 
På berget finns spår efter den högsta kustlinjen efter senaste istiden, en kustlinje som då gick 286 meter högre än i dag (således världens högsta). Högsta kustlinjen är på en del av berget utmärkt med blå belysning som kan ses av vägtrafikanter som färdas söderut längs med E4.

## Turism
Olika turistanläggningar finns i anknytning till berget, som också ingår i turistdestination Höga Kusten Turism.
Det inkluderar Kramfors kommuns största alpina skidanläggning med tre liftar (däribland en fast fyrstolslift, invigd midsommar 2021, vilken ersatte tvåstolsliften från 1965) och fyra nedfarter (sex nedfarter räknade med två länkpassager). Stolliften körs även sommartid för transport av fotgängare. 
På Skulebergets södra sida finns äventyrsanläggningen Friluftsbyn (tidigare Rövarbyn) med bland annat lekområde, sällskapsytor, badstrand och tidigare labyrint.

## Kungsgrottan
Berget har en grotta, som sägs en gång i tiden ha härbärgerat ett band rövare. Dessa rövare kom, enligt Nordiska museets folkminnesarkiv, till Skuleskogen och Skuleberget under 1600-talet och lade beslag på grottan, som sedan kom att kallas Rövargrottan. Härifrån plundrade de handelsresande och områdets byar.
Grottan, som omväxlande kallas för Kungsgrottan, Skulegrottan och Rövargrottan syns från vägen som en stor mörk fläck mitt på den nästan lodräta klippsidan. Den är inte i egentlig mening någon grotta, utan närmast en urgröpning i berget med några få meters diameter och djup. Vägen till ingången är mycket otillgänglig, men idag finns trappor och fasta stegar till hjälp.

## Bilder

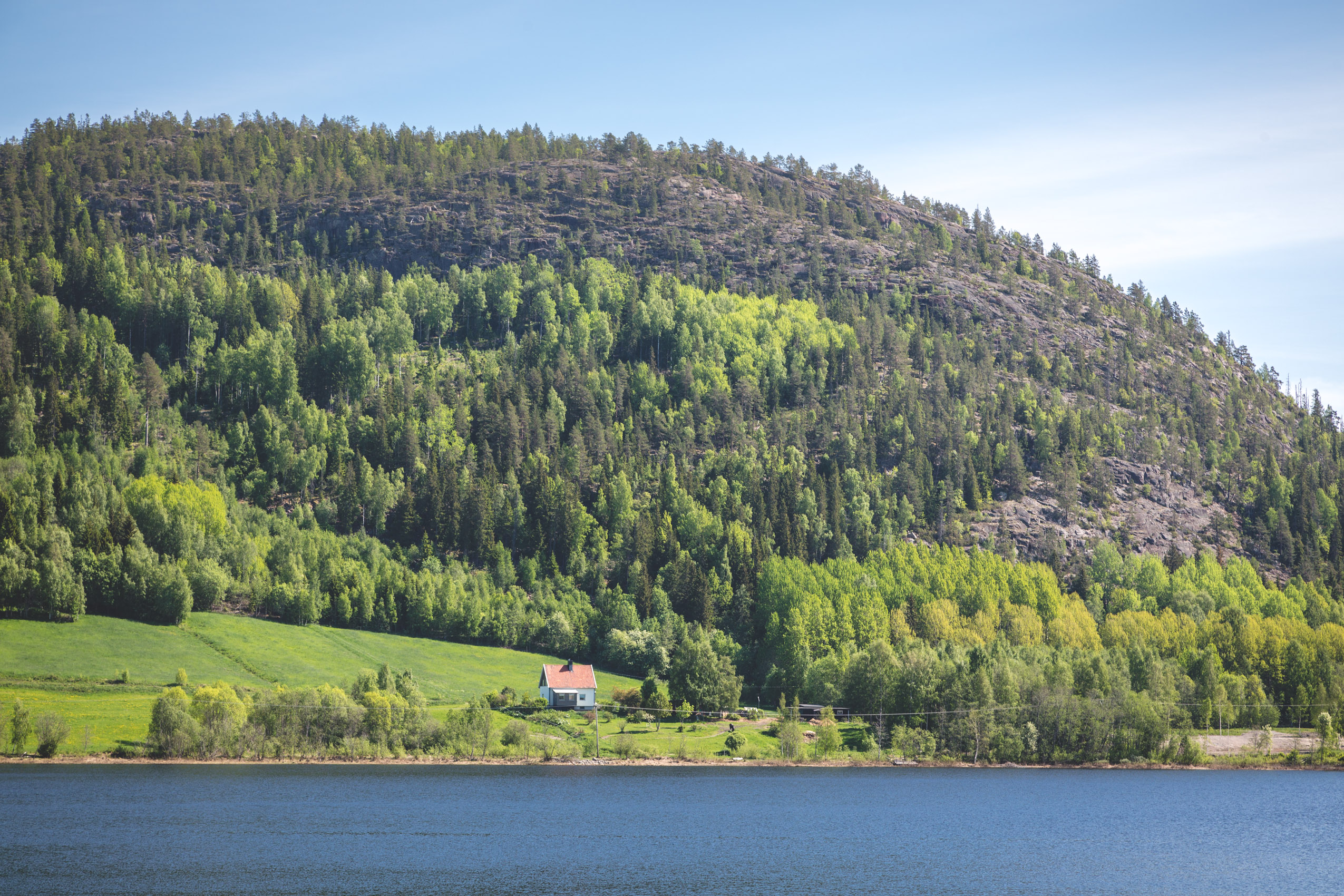
Vy mot Skuleberget över Gällstasjön.
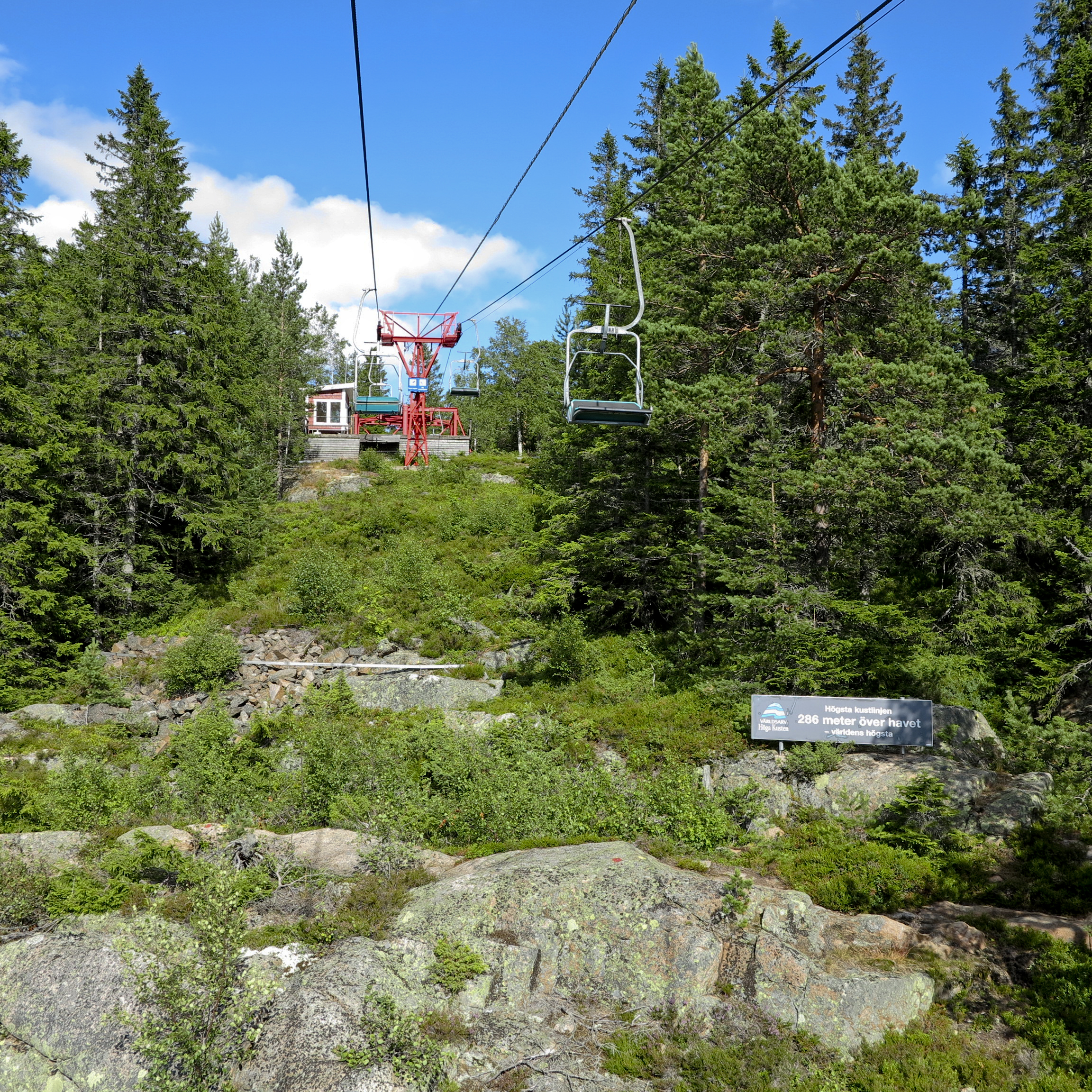
Uppfärd i den föregående stolliften, skylt visande högsta kustlinjen.
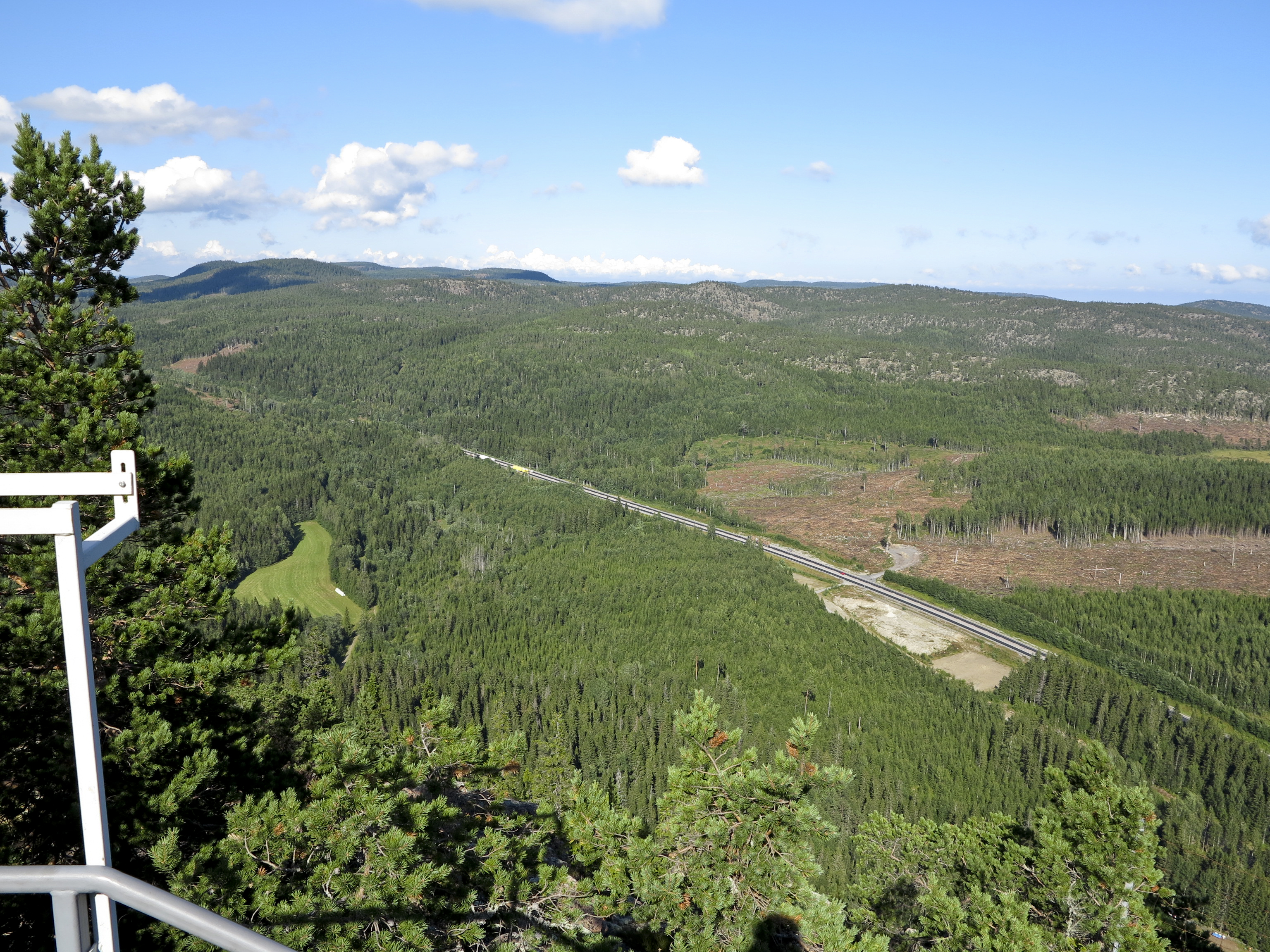
Vy mot Skuleskogen, och över E4.
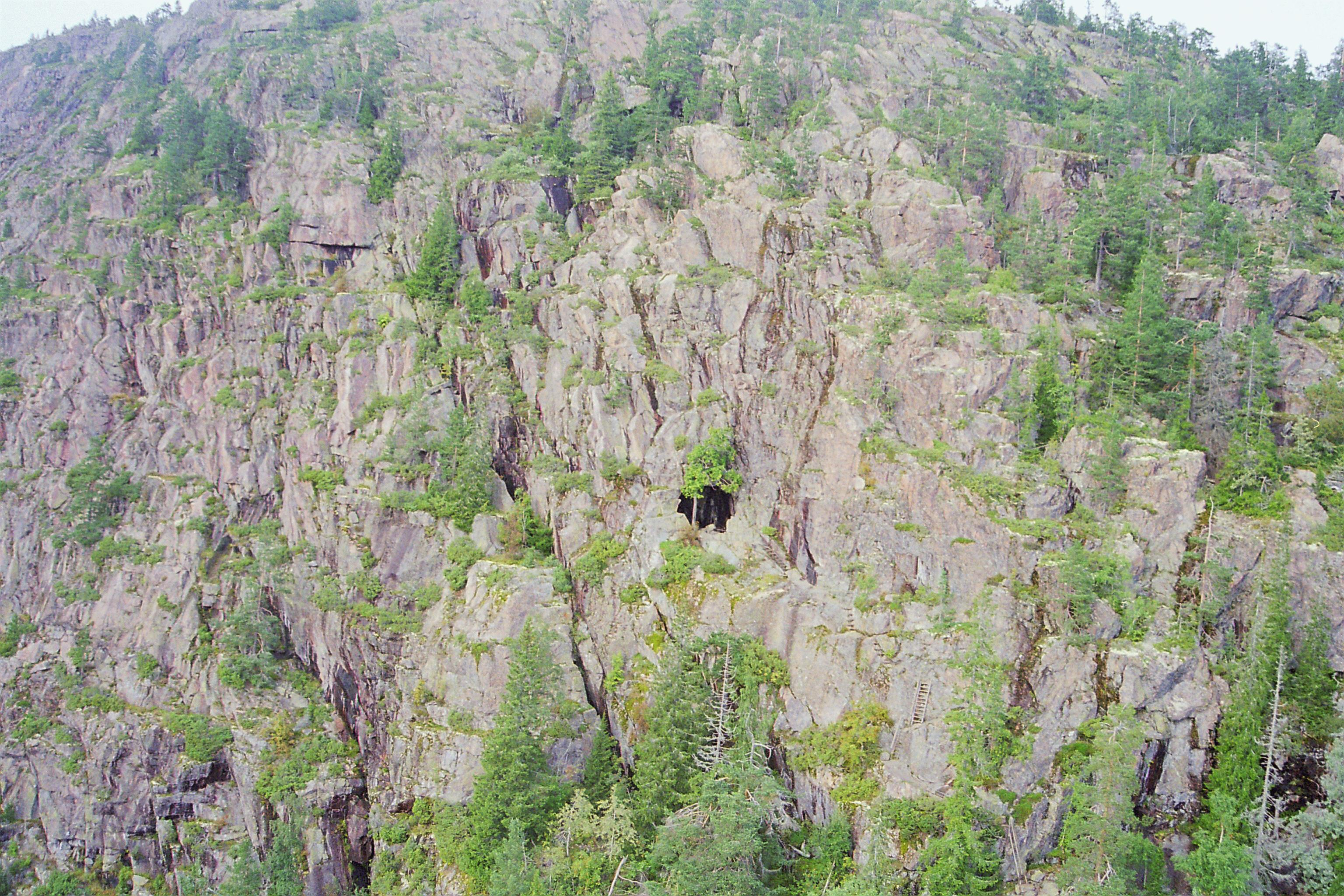
Skulegrottan, även kallad Kungsgrottan.
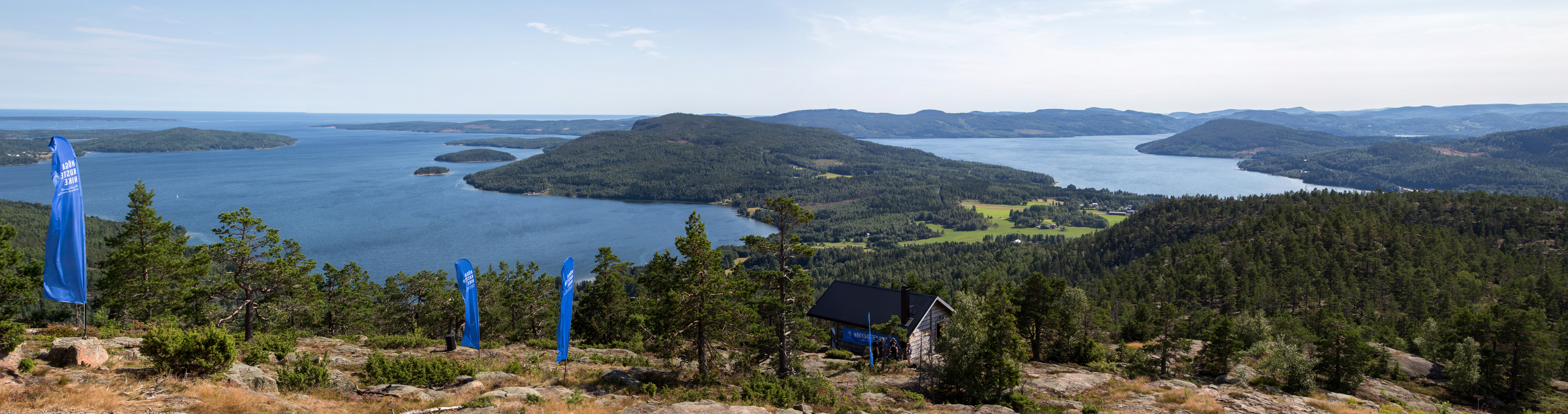
Utsikt över Höga Kusten från toppen av Skuleberget.